# Артюх, Анатолий Григорьевич
Анатолий Григорьевич Артюх (13 сентября 1936, Кегичевка, Харьковская область — 13 января 2022, Солнечногорск, Московская область) — советский и российский физик, кандидат физико-математических наук, старший научный сотрудник Лаборатории ядерных реакций им. Г. Н. Флёрова Объединенного института ядерных исследований (Дубна), доцент Университета «Дубна», участник ликвидации последствий аварии на Чернобыльской АЭС (1986—1987). Соавтор открытия нового класса ядерных реакций с тяжелыми ионами — глубоконеупругих передач («Явление глубоконеупругой передачи нуклонов в ядерных реакций» № 229 в Государственном реестре открытий СССР). Основные направления научных работ Артюха — исследование механизмов ядерных реакций с тяжёлыми ионами, получение нейтроноизбыточных ядер вблизи границы нуклонной стабильности, получение пучков радиоактивных ядер и исследование кластерного развала стабильных и радиоактивных ядер легких элементов.

## Биография
Анатолий Артюх родился 13 сентября 1936 г. в селе Кегичёвка, Кегичёвского района, Харьковской области УССР, в большой крестьянской семье. Его мать Ксения Васильевна умерла, когда ему не было и трёх лет. Отец Анатолия — Григорий Фёдорович Артюх (1916—1985), уроженец села Новая Парафиевка, Кегичёвского района, Харьковской области, гвардии лейтенант 93-й гвардейской стрелковой дивизии, ветеран Великой Отечественной войны, участник Сталинградской битвы. Был награждён медалями «За оборону Сталинграда», «За отвагу», «За боевые заслуги», «За победу над Германией в Великой Отечественной войне 1941—1945 гг.», орденами «Красной Звезды», «Отечественной войны II степени».
В 1938 г. Григорий Фёдорович был призван в РККА. Окончание военной службы по призыву в РККА (1938—1941) застало Григория Фёдоровича на пограничной заставе в 87-м Ломжинском погранотряде 93-й гвардейской стрелковой дивизии и совпало с началом Великой Отечественной войны. В июне 1941 г. он остался на боевом посту, командиром отделения связи. 87-й Ломжинский погранотряд принял удар немецко-фашистских войск. Вместе с выжившими бойцами Григорий Фёдорович смог выйти из окружения и присоединиться к советским войскам, чтобы продолжить борьбу с гитлеровскими захватчиками.
В эти годы Анатолий воспитывался главным образом бабушкой, в большой крестьянской семье. После окончания средней школы Анатолий служил связистом в рядах Советской Армии на Дальнем Востоке (1955—1958). За успехи в боевой учёбе и безупречную службу его наградили похвальным листом и ему присвоили звание сержанта. По комсомольской путёвке трудился первопроходчиком на шахте 22-4 бис («Княгининская») в городе Красный Луч, Луганской области.
В 1959 году Анатолий Григорьевич поступил на физический факультет МГУ им. М. В. Ломоносова. На третьем курсе физфака по распределению продолжил учёбу на кафедре элементарных частиц (заведующий — Бруно Понтекорво) в Дубне. Стал первым выпускником дубненского филиала НИИЯФ МГУ им. М. В. Ломоносова.
После окончания МГУ в 1965 году был распределён в Лабораторию ядерных реакций (ЛЯР) ОИЯИ, в группу В. В. Волкова. Анатолий Григорьевич сразу активно включился в экспериментальные исследования механизма взаимодействия сложных ядер, синтеза и исследования свойств нейтронно-избыточных ядер лёгких элементов в реакциях с тяжёлыми ионами.
В 1970 году Учёный совет ОИЯИ наградил А. Г. Артюха II премией ОИЯИ За работу «Получение изотопов лёгких элементов с большим избытком нейтронов в ядерных реакциях с тяжёлыми ионами, изотопы 18C, 20N, 21N, 22O, 23O, 24O, 23F, 24F, 25F, 25Ne, 26Ne» (диплом № 340).
А. Г. Артюх, совместно с Я. Вильчинским, В. В. Волковым, Г. Ф. Гридневым, П. Децовски и В. Л. Михеевым, является соавтором открытия нового класса ядерных реакций с тяжёлыми ионами — глубоконеупругих передач («Явление глубоконеупругой передачи нуклонов в ядерных реакций» № 229 в Государственном реестре открытий СССР). Эти реакции были использованы для получения новых изотопов лёгких элементов. Как следствие, было синтезировано более трех десятков неизвестных ранее экзотических ядер. Было показано, что глубоконеупругие передачи нуклонов являются эффективным способом получения ядер с предельно высоким спином, что открывало возможность изучения поведения ядер в условиях их быстрого вращения.
В 1976 году Учёный совет ОИЯИ присудил А. Г. Артюху I премию ОИЯИ За работу «Открытие и исследование нового типа реакций между сложными ядрами — глубоконеупругих передач нуклонов» (диплом № 604).
В следующем, 1977 году Анатолий Григорьевич защитил кандидатскую диссертацию «Глубоконеупругие реакции передачи в системах (Th,O), (Th,Ne), (Th, Ar), (Zr, Ne) и получение ядер 14Be, 19C и 20C».
В 1984 году Артюх стал старшим научным сотрудником ЛЯР ОИЯИ.
В 1986—1987 годах участвовал в ликвидации последствий аварии на Чернобыльской АЭС, включая научные экспедиции по измерению уровня радиоактивного заражения в 30-километровой зоне отчуждения.
По инициативе А. Г. Артюха и под его руководством был создан в период 1990—1996 годов и запущен кинематический сепаратор КОМБАС (КОМплекс Быстродействующего Анализатора-Спектрометра) в зале циклотрона У-400М ЛЯР им. Г. Н. Флерова ОИЯИ. В 1997 году он был назначен начальником группы-установки КОМБАС. В 2000 году был удостоен I места ОИЯИ на конкурсе научно-методических работ института «За работу „Фрагмент-сепаратор КОМБАС“» (диплом № 2582). На фрагмент-сепараторе КОМБАС основное внимание было сконцентрировано на изучении механизмов образования нейтронно-избыточных ядер лёгких элементов в ядро-ядерных столкновениях в области энергии Ферми, в том числе получение и формирование пучков радиоактивных ядер для исследования их структуры.
Руководил сектором Научно-экспериментального физического отдела ЛЯР им. Г. Н. Флёрова ОИЯИ. Руководил учебными проектами иностранных аспирантов в Учебно-научном центре (УНЦ) ОИЯИ. В решении научных задач Анатолий Григорьевич уделял большое внимание международному сотрудничеству (Польша, Украина, Монголия и др.).
В 2004 году был награждён знаком «Ветеран атомной энергетики и промышленности».
В 2011 году за мужество, самоотверженный и добросовестный труд при исполнении служебных обязанностей по ликвидации последствий аварии на Чернобыльской АЭС был награждён нагрудным знаком «За участие в ликвидации аварии».
Помимо научно-экспериментальной деятельности в секторе № 6 Структура легких экзотических ядер ЛЯР ОИЯИ, с 2007 года и вплоть до своей смерти (январь 2022 г.) А. Г. Артюх был заведующим Лабораторным практикумом кафедры ядерной физики Университета «Дубна». Стоял у истоков формирования кафедры ядерной физики Университета «Дубна». Активно разрабатывал учебно-методические программы обучения для студентов старших курсов.
В октябре 2014 года А. Г. Артюх провёл в Музее ОИЯИ историко-научный семинар «Об истории открытия явления глубоконеупругой передачи нуклонов в ядерных реакциях» из цикла «История открытий — от первого лица».
А. Г. Артюх с особым трепетом чтил память ушедших коллег, внесших заметный вклад в развитие экспериментальной ядерной физики. Он непосредственно готовил издание о В. В. Волкове «Вадим Васильевич Волков: Воин. Гражданин. Учёный» — Дубна: ОИЯИ, 2020. ISBN 978-5-9530-0534-0.
В память об А. Г. Артюхе Лаборатория выпустила брошюру «Анатолий Григорьевич Артюх: Экспериментатор. Организатор. Оптимист» — Дубна: ОИЯИ, 2023. ISBN 978-5-9530-0589-0.

## Научные труды
Помимо многочисленных научных статей в ведущих российских и зарубежных журналах, Анатолий Григорьевич написал следующие книги:
- «Экспериментальные исследования реакций передачи и фрагментации на пучках тяжёлых ионов. Методы и техника эксперимента» — Дубна, 2024. ISBN 978-5-521-24260-3.

- «Экспериментальные исследования реакций передачи с тяжёлыми ионами» — Москва, 2025. 2-е изд. (испр.) ISBN 978-5-521-24605-2